# Mutua Madrid Open 2016
Die Mutua Madrid Open 2016 bezeichneten sowohl ein Tennisturnier der WTA Tour 2016 für Damen als auch ein Tennisturnier der ATP World Tour 2016 für Herren. Beide Turniere fanden zeitgleich vom 30. April bis 8. Mai 2016 in der Caja Mágica in Madrid statt.

## Ergebnisse

### Herren
→ Qualifikation: Mutua Madrid Open 2016/Herren/Qualifikation

### Damen
→ Qualifikation: Mutua Madrid Open 2016/Damen/Qualifikation